# Sławuta I
Sławuta I (ukr. Славута I, ros. Славута I) – stacja kolejowa w miejscowości Sławuta, w rejonie szepetowskim, w obwodzie chmielnickim, na Ukrainie.
Stacja powstała w czasach carskich na drodze żelaznej brzesko-kijowskiej pomiędzy stacjami Krywyn a Szepetówka.